# Gipsy Madonna/L'ultima spiaggia
Gipsy Madonna/L'ultima spiaggia è l'ultimo singolo del duo musicale Franco IV e Franco I, pubblicato in Italia nel 1971 dalla Fonit-Cetra.

## Descrizione
La canzone sul lato A, Gipsy Madonna, partecipò a Un disco per l'estate 1971
L'ultima spiaggia, la canzone sul lato B, è scritta da Francesco Calabrese, che si firma Sharade, e Gino Mescoli, che usa lo pseudonimo Sonago.

## Tracce
LATO A
1. Gipsy Madonna – 3:10 (testo: Paolo Farnetti – musica: Federico Mompellio; edizioni musicali Usignolo, Dior)

LATO B
1. L'ultima spiaggia – 3:20 (testo: Sharade – musica: Sonago; edizioni musicali Usignolo, Dior)